# Râul Ciuta
Râul Ciuta este un curs de apă, afluent al râului Cerna.

## Hărți
- Harta Județului Maramureș